# Zanas Virbauskas
Zanas Gabrielius Virbauskas, más conocido como Zanas Virbauskas (Šiauliai, 3 de abril de 1997), es un jugador de balonmano lituano que juega de central en el HC Buzău. Es internacional con la selección de balonmano de Lituania.
Su primer gran campeonato con la selección fue el Campeonato Europeo de Balonmano Masculino de 2022.

## Palmarés

### Dragunas Klaipeda
- Liga de Lituania de balonmano (3): 2017, 2018, 2019

## Clubes
| Club              | País     | Año         |
| ----------------- | -------- | ----------- |
| Dragunas Klaipeda | Lituania | 2017 - 2021 |
| Ademar León       | España   | 2021 - 2023 |
| HC Buzău          | Rumania  | 2023 - Act. |